# Noctua orbona
Noctua orbona là một loài bướm đêm trong họ Noctuidae.

## Hình ảnh

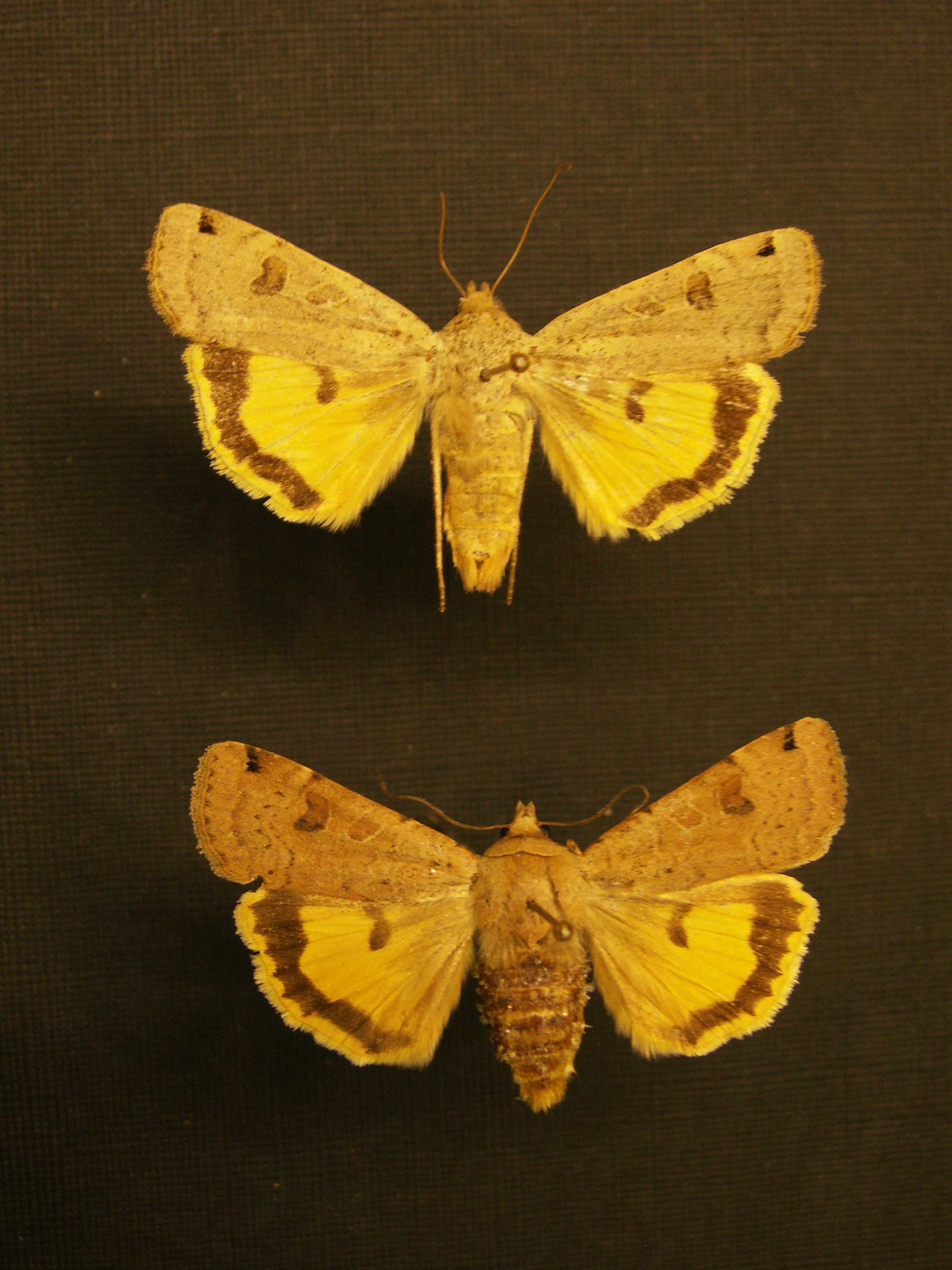
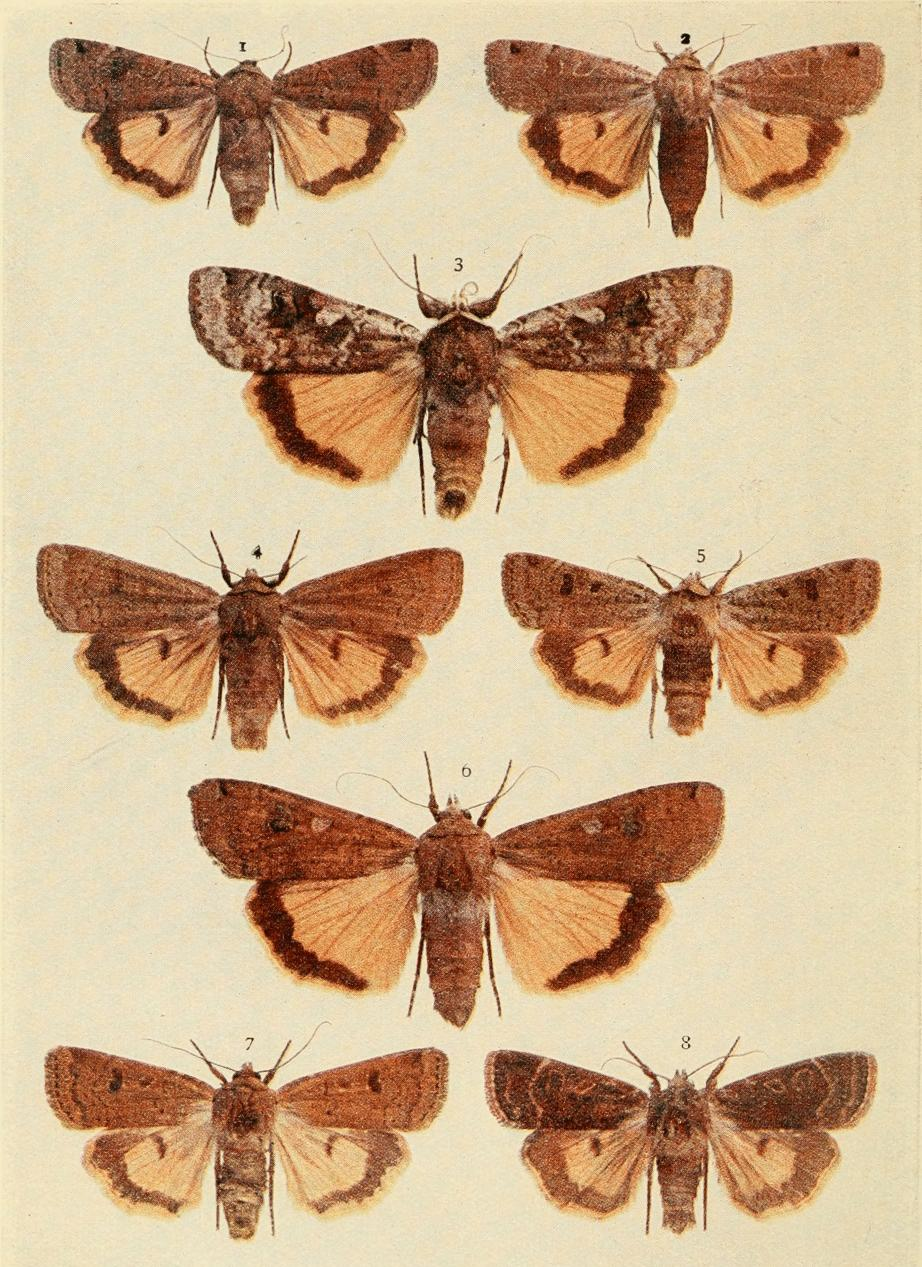
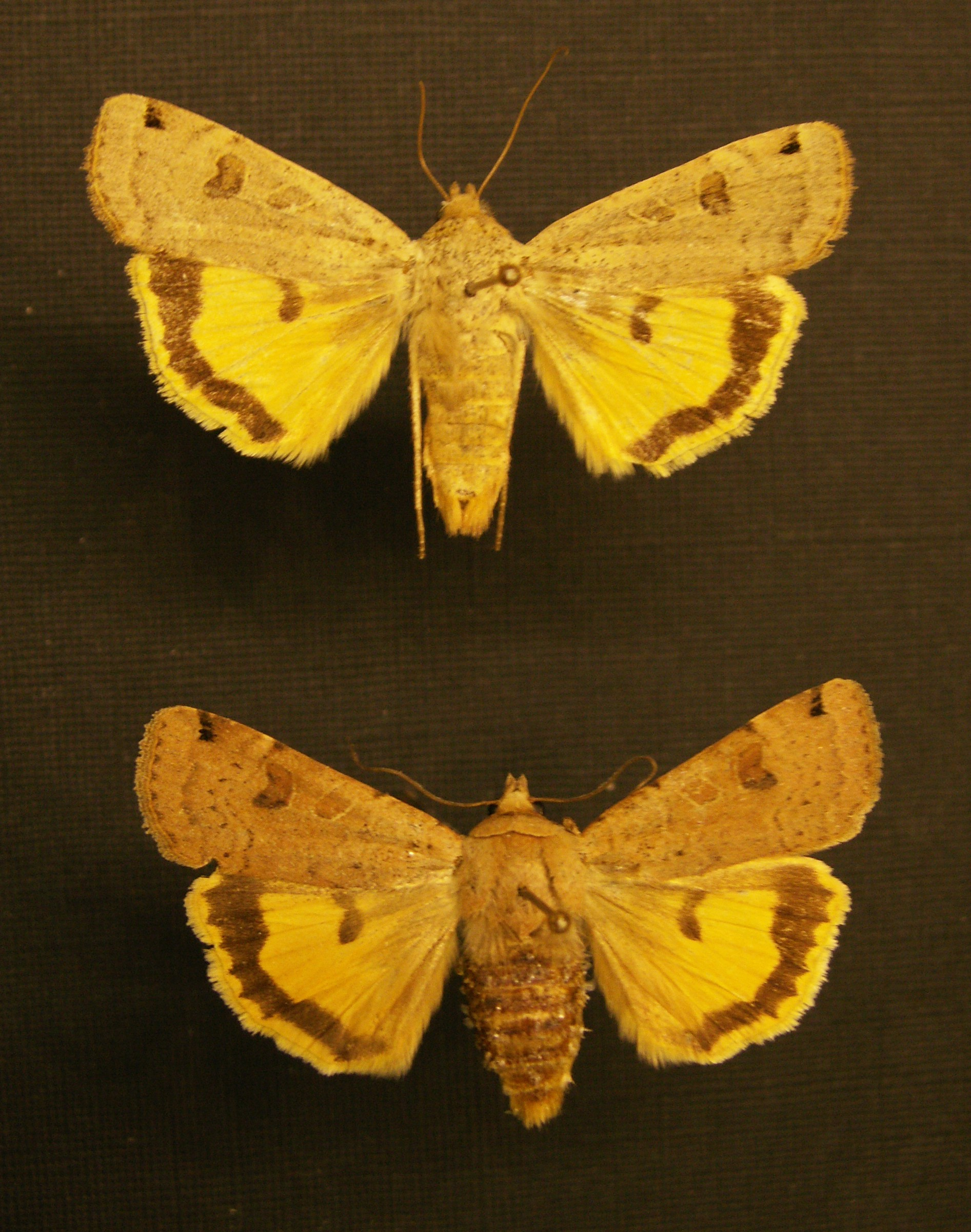
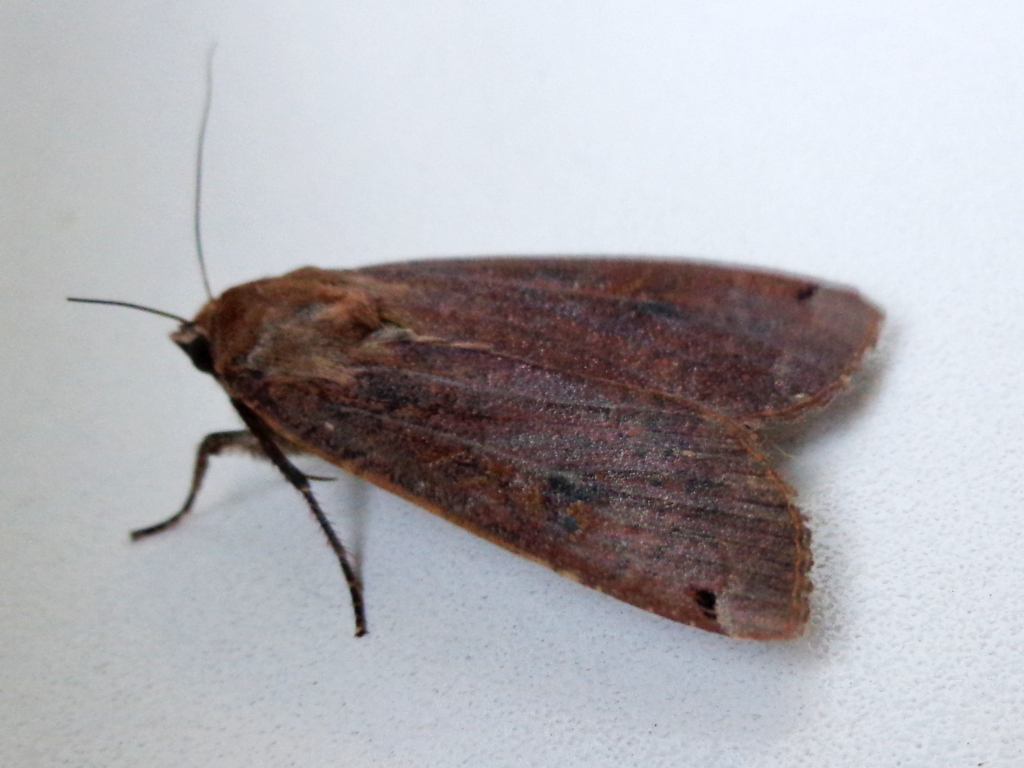